# Љубавни напитак (опера)
Љубавни напитак (итал. L'elisir d'amore) је комична опера (melodramma giocoso) у два чина италијанског композитора Гаетана Доницетија. Либрето је написао Феличе Романи, према либрету Ежена Скриба за оперу Le philtre Данијела Обера. Праизведба је одржана 12. маја 1832. године у Театру дела Канобијана (Teatro della Canobbiana) у Милану. "Љубавни напитак" је једна од најпопуларнијих и најчешће извођених Доницетијевих опера, позната по својој мелодичности, шарму и хумору, као и по чувеној тенорској арији "Una furtiva lagrima".

## Лица
- Адина (Adina), богата и хировита закупница сеоског имања – сопран
- Неморино (Nemorino), сиромашни сељак заљубљен у Адину – тенор
- Белкоре (Belcore), наредник, Неморинов супарник – баритон
- Доктор Дукамара (Dottor Dulcamara), путујући надрилекар – бас (буфо)
- Ђанета (Giannetta), сељанчица – сопран
- Хор: Сељаци, сељанке, војници Белкореовог пука.

Радња се одвија у једном италијанском селу крајем XVIII или почетком XIX века.

## Синопсис

### Први чин
Сељани се одмарају у хладу. Богата и образована Адина чита легенду о Тристану и Изолди и чаробном љубавном напитку, док је сиромашни сељак Неморино потајно посматра и тугује због своје неузвраћене љубави ("Quanto è bella, quanto è cara"). Појављује се самоуверени наредник Белкоре са својим војницима и одмах почиње да се удвара Адини, нудећи јој брак ("Come Paride vezzoso"). Адина, иако поласкана, остаје неодлучна. Неморино покушава да изјави љубав Адини, али га она одбија, саветујући га да потражи срећу на другом месту јер је она хировита и неверна.
У село стиже путујући надрилекар, доктор Дукамара, хвалећи своје чудотворне лекове ("Udite, udite, o rustici"). Неморино, очајан, пита Дукамару да ли има љубавни напитак попут оног из приче о Тристану и Изолди. Дукамара, видевши прилику за зараду, продаје му боцу обичног бордо вина, тврдећи да ће напитак деловати за један дан (таман толико да он побегне из села). Неморино попије "напитак" и одмах постаје весео и самоуверен. Када Адина наиђе, Неморино, сигуран у дејство напитка, глуми равнодушност према њој. Изнервирана његовим понашањем, Адина одлучује да се истог дана уда за Белкореа, који мора са својим пуком да напусти село следећег јутра. Неморино је шокиран, схватајући да напитак неће имати времена да делује.

### Други чин
У току су припреме за Адинино и Белкореово венчање. Неморино је очајан и тражи од Дукамаре још једну дозу напитка, али нема новца да је плати. Да би дошао до новца, пристаје да се пријави у Белкореову војску. Белкоре му исплаћује новац и Неморино купује још "напитка".
У међувремену, сељанчица Ђанета шири вест да је Неморинов богати ујак умро и оставио му велико наследство. Одједном, све девојке у селу почињу да се удварају Неморину. Он, не знајући за наследство, верује да је то дејство љубавног напитка. Адина је изненађена и љубоморна видевши Неморина окруженог девојкама. Она испитује Дукамару о тајном напитку и сазнаје за Неморинову жртву – да се пријавио у војску само да би купио напитак и освојио њу. Дирнута његовом искреном љубављу, Адина откупљује његов уговор са војском и признаје му своју љубав ("Prendi, per me sei libero"). Док Неморино пева о скривеној сузи у њеном оку која му открива њена осећања ("Una furtiva lagrima"), Адина му изјављује љубав. Белкоре се појављује, али мирно прихвата ситуацију, тврдећи да ће лако наћи другу девојку. Дукамара тријумфално хвали моћ свог љубавног напитка, а сељани му кличу док он одлази.

## Познате музичке нумере
- "Quanto è bella, quanto è cara" (Колико је лепа, колико је драга) – Неморинова каватина (Чин I)
- "Come Paride vezzoso" (Као лепи Парис) – Белкореова каватина (Чин I)
- "Udite, udite, o rustici" (Чујте, чујте, о сељаци) – Дукамарина арија (Чин I)
- "Una furtiva lagrima" (Једна скривена суза) – Неморинова романца (Чин II)
- "Prendi, per me sei libero" (Узми, због мене си слободан) – Адинина арија (Чин II)

## Историја извођења
"Љубавни напитак" је постигао огроман успех одмах након праизведбе и брзо је постао једна од најпопуларнијих опера на репертоарима широм света. Његова популарност не јењава ни данас, захваљујући Доницетијевој богатој мелодици, духовитом либрету и живописним ликовима. Сматра се једним од врхунаца белканто стила.

### Извођења у Србији
Опера "Љубавни напитак" је стандардни део репертоара оперских кућа у Србији.
- У Народном позоришту у Београду први пут је изведена 1923. године, а касније је имала више премијерних обнова. Последња премијера била је 2003. године у режији Пламена Карталова.[2]
- У Српском народном позоришту у Новом Саду такође је више пута постављана, а први пут 1967. године.[3]

- У Опери и театру Мадленијанум у Земуну, "Љубавни напитак" је премијерно изведен 2014. године, у режији Тадије Милетића.[4]